# جبل أبو حصيص

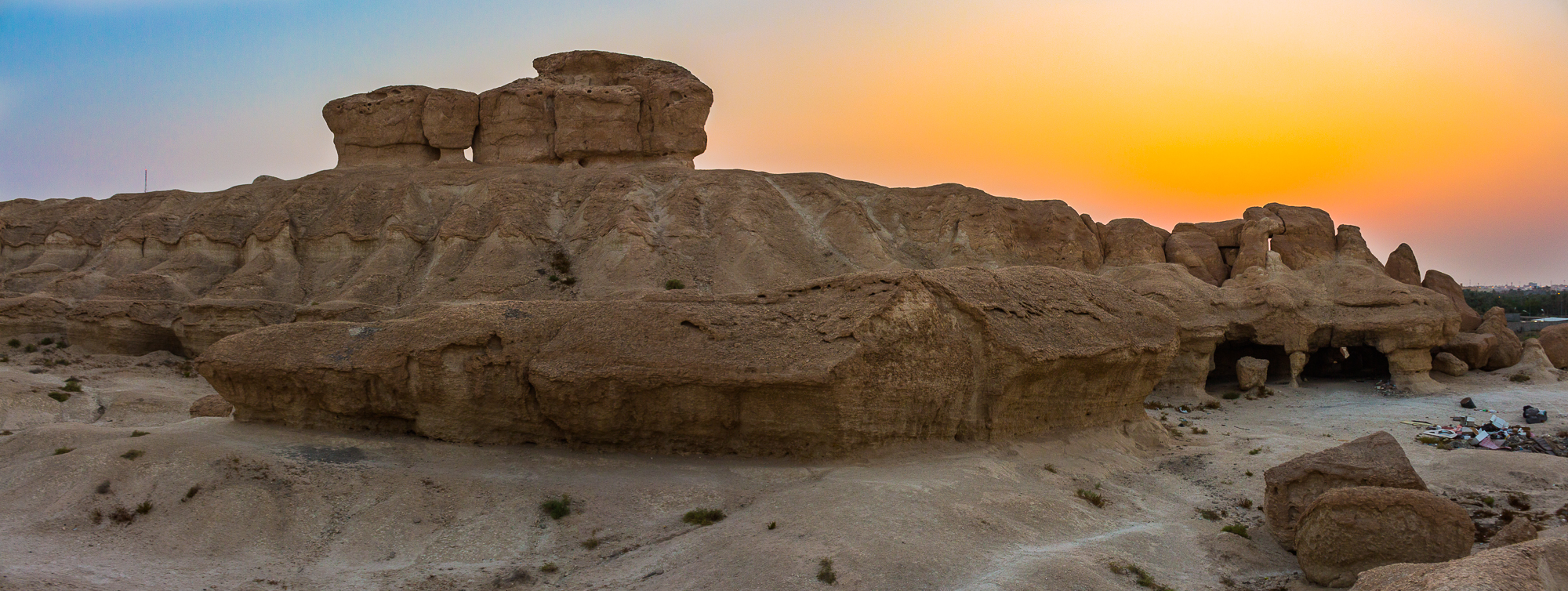
جبل أبو حصيص

جبل أبو حصيص أحد جبال واحة الأحساء، على بعد 20 كيلومترا شرق مدينة الهفوف، و50 كيلومترا شمال شرق جبل القارة. يمتاز جبل أبو حصيص بسهولة تسلقه، ومغاراته وتشكيلاته وهواءه البارد.

## الموقع
يقع في حي القوع في الجهة الشمالية من قرية التويثير، يحده من الشرق نخيل أبو العنوز والدويكية، ومن الغرب نخيل التويثر وقرية القارة، وينحدر بشدة من الشرق على عكس الجهة الغربية، ولا توجد بجبل أبو حصيص نتوءات صخرية حادة؛ لذا يمكن مرور السيارة والأشخاص دون أن يشكل ذلك خطرًا.